# Богдановка (Кировский район)
Богдановка (бел. Багданаўка) — упразднённая деревня в Боровицком сельсовете Кировского района Могилёвской области Республики Беларусь.

## История
Богдановка названа от имени (бывшего) владельца (Богдан).

## Население
Согласно переписи населения 1897 года, деревня Качеричской волости Бобруйского уезда Минской губернии — 15 дворов, 85 жителей, в 1909 году — 15 дворов, 95 жителей. В 1917 году — 22 двора, 179 жителей.